# Station Stadium (MRT Singapur)

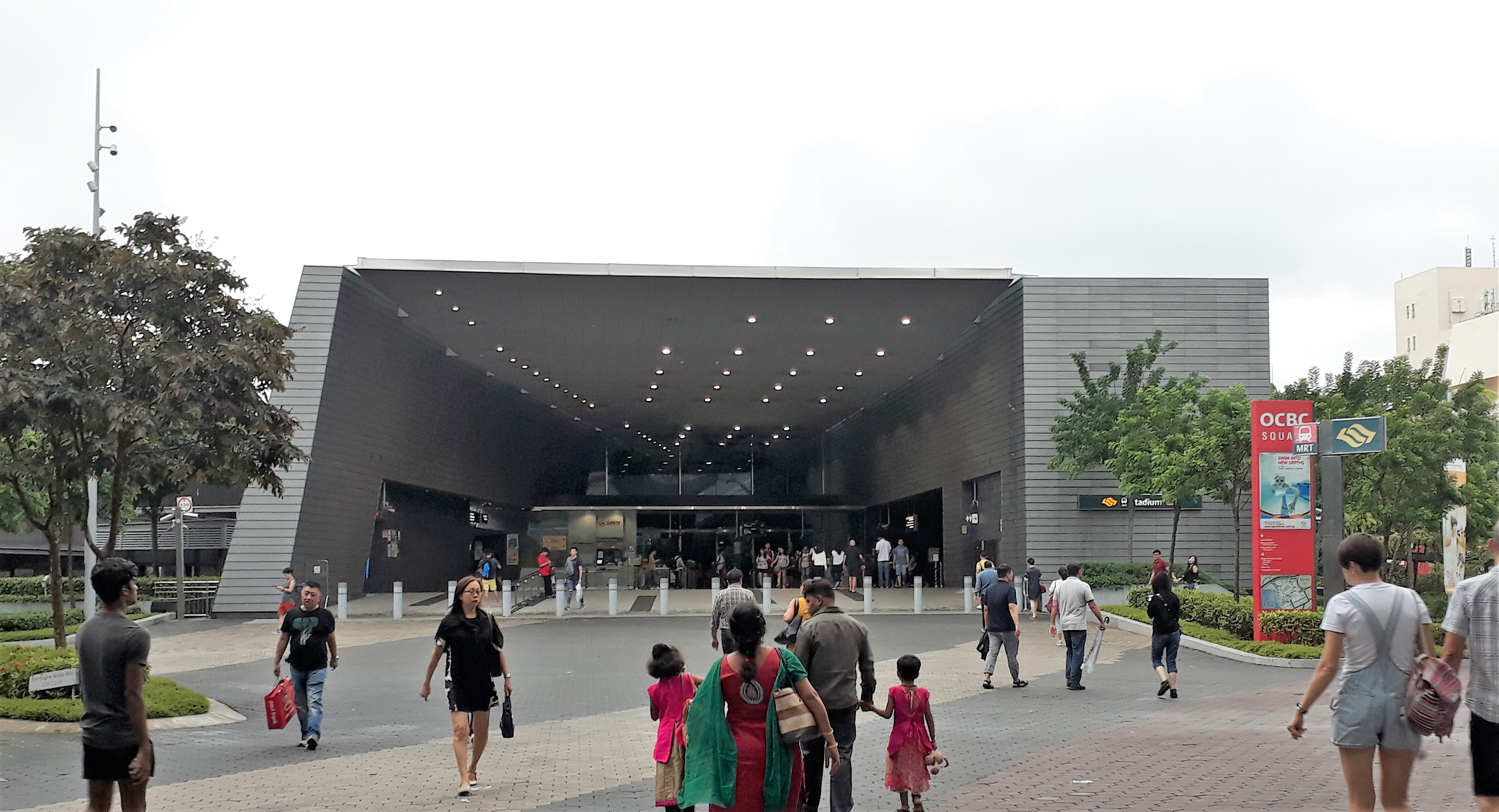
Stadium MRT Station

Die MRT-Station Stadium (CC6) ist ein U-Bahnhof auf der Circle Line in Kallang, Singapur. Diese Station befindet sich im Singapore Sports Hub am östlichen Ufer des Kallang-Beckens und ist nach dem National Stadium benannt. Neben dem National Stadium befinden sich auch andere Einrichtungen des Singapore Sports Hub (einschließlich Kallang Wave Mall), wie das Kallang Theatre und der Leisure Park Kallang, neben der Stadionstation.
Seit der Eröffnung der Circle Line Extension am 14. Januar 2012 enden die Züge der MRT-Station Marina Bay außerhalb der Hauptverkehrszeiten auf Gleis A dieser Station. Diese Station ist auch nur wenige Gehminuten von der MRT-Station Mountbatten der Circle Line und der MRT-Station Kallang der East West Line entfernt. Die künftige MRT-Station Tanjong Rhu an der Thomson-East Coast Line befindet sich ebenfalls in unmittelbarer Nähe dieser Station, die sich direkt gegenüber dem Fluss Geylang befindet. Es ist auch in unmittelbarer Nähe der Dunman High School.

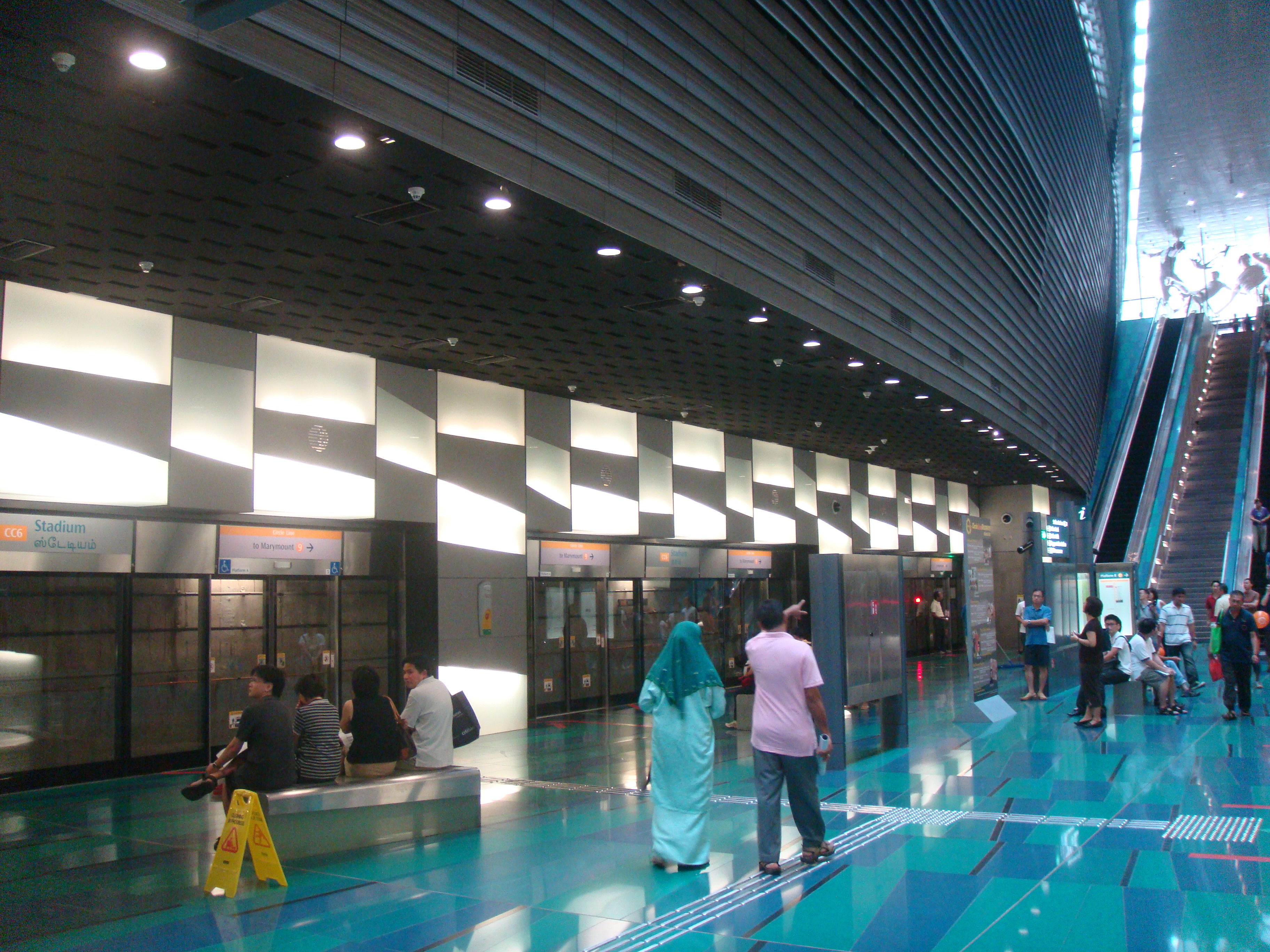
Bahnsteig

## Geschichte
Am 6. Februar 2002 musste der Verkehr rund um das ehemalige Nationalstadion für den Bau des Bahnhofs neu ausgerichtet werden. Um den Bau der Station zu erleichtern, wurde der Stadium Boulevard vom Stadium Drive zum Stadium Walk gesperrt.
Vor der Eröffnung der Station wurde sie vorläufig „Boulevard“ genannt, nach der nahe gelegenen Straße Stadium Boulevard. Der heutige Name „Stadium“ wurde später gewählt, um die bevorstehende Flaggschiff-Entwicklung in der Region, das neue Nationalstadion, widerzuspiegeln.

## Architektur
Diese Station wurde von WOHA Architects entworfen und 2010 mit dem Designpreis des Präsidenten als „Design des Jahres“ ausgezeichnet.